# 六氧化铀
六氧化铀是一种不寻常的、理论上可存在的铀化合物，其中的铀原子与六个氧原子相连。铀原子会有前所未有的+12氧化态，已知的最高氧化态是IrO+
4阳离子的铱的+9。

## 结构
六氧化铀预测具有八面体对称性，然而，其他形式也得到研究。在1Oh形式中，氧原子是氧离子（O2-）。1D3形式的六氧化铀会有三个过氧基（O2−
2）。3D2h形式具有两个氧代氧和两对超氧离子（O−
2）。